# Girard-Perregaux
Girard-Perregaux (GP) es una manufactura de relojería suiza de lujo que remonta sus orígenes a 1791. El nombre actual, sin embargo, no aparecerá hasta 1854, cuando el relojero Constant Girard contrajo matrimonio con Marie Perregaux, y la empresa moderna nació.

## Características
Constantemente reconocida como una de las más costosas manufacturas de relojería del mundo (junto a Patek Philippe & Co, Jaeger-LeCoultre, Vacheron Constantin, Audemars Piguet y Breguet entre otras), Girard-Perregaux es bien conocida en el mundo de la relojería por el "Tourbillon de tres puentes de oro" o Tourbillon Sous Trois Ponts d'Or, producido inicialmente en el siglo XIX. Por entonces su precisa manufactura, y después de una racha invicta de 12 años, se le prohibió participar en competiciones de precisión de observatorios en 1901.
Con la resurrección de la industria relojera suiza mecánica en la década de 1980, y con ella la demanda de Alta Relojería de todo el mundo, el Tourbillon de Tres Puentes de Oro fue recientemente reintroducido a																																									la línea, basadas en el diseño original.
GP puede reclamar cierto estado de “manufactura”, lo que significa que diseña y produce la gran mayoría de los movimientos utilizados en el marco de sus relojes, y constituye una de las pocas manufacturas que ha mantenido su propio departamento de investigación y desarrollo hasta la actualidad.
GP tiene un historial de diseño de los movimientos precisos, y es el ganador de más de 1000 premios importantes de alta Relojería suiza.[cita requerida]

## Historia
En 1791, el relojero y orfebre Jean-François Bautte firma sus primeros relojes. En Ginebra crea una sociedad manufacturera que reagrupa los oficios relojeros de la época1. En 1852, el relojero Constant Girard funda en La Chaux-de-Fonds la casa Girard & Cie. Después contrae matrimonio con Marie Perregaux y, en 1856, nace la Manufactura Girard-Perregaux. En 1906, Constant Girard-Gallet, que sucede a su padre al mando de la Manufactura, retoma la Maison Bautte et la fusiona con Girard-Perregaux & Cie. Después, la Marca ha proseguido sus actividades, reforzando, desde los años 1980, su posicionamiento en el dominio de los relojes mecánicos de prestigio, bajo la dirección de la familia Macaluso. En 2011, Sowind Group, la sociedad matriz de Girard-Perregaux se convierte en una filial de Kering.

Constant Girard desarrolla un concepto de relojes de pulsera, destinados a los oficiales de la marina alemana

La Manufactura es artífice de cerca de 80 patentes depositadas en el dominio relojero y varios conceptos innovadores:
- 1880: Constant Girard desarrolla un concepto de relojes de pulsera, destinados a los oficiales de la marina alemana y encargados por el emperador Guillaume I de Alemania. Se producen dos mil relojes, lo que representa la primera comercialización importante de relojes de pulsera.[1]

- 1965: Girard-Perregaux concibe el primer movimiento mecánico de alta frecuencia, cuyo volante bate a 36.000 alternancias/hora: el Gyromatic HF.[2]

- 1970: Girard-Perregaux presenta el primer reloj del mundo que está equipado con un movimiento cuyo cuarzo vibra a 32.768 hercios, frecuencia universalmente adoptada en la actualidad por los fabricantes.

- 2008: la Marca presenta en el SIHH (Salón Internacional de la Alta Relojería) un escape de fuerza constante totalmente diferente a los escapes conocidos hasta el momento.

## Manufactura
Girard-Perregaux se basa en una Manufactura de movimientos y de relojes y una Manufactura de cajas y brazaletes que reagrupan decenas de competencias diferentes: relojero, ingeniero, decorador de movimientos, pulidor, etc. Este enfoque global permite crear y realizar relojes y movimientos a un tiempo.
La Manufactura Girard-Perregaux concibe y desarrolla sus propios movimientos:
- una amplia colección de movimientos de Alta Relojería, entre ellos la pieza emblemática: el Tourbillon bajo tres Puentes de oro;
- una gama completa de movimientos mecánicos de cuerda automática (GP2700, GP3200, GP 3300 y GP4500), que pueden equipar todo tipo de relojes, sirviendo de base para construcciones modulares de mecanismos con complicaciones;
- movimientos de cuarzo.

## Colecciones

### Tourbillon bajo tres Puentes de Oro
Es el modelo emblemático de Girard-Perregaux. En 1884, Constant Girard depositó en la United States Patent Office una patente sobre el diseño del movimiento « Tourbillon bajo tres Puentes de oro». Los tres puentes, ahora los móviles del movimiento, habían sido rediseñados en forma de flechas y dispuestos en paralelo. El elemento no era solamente un elemento técnico y funcional, sino que se convertía en un elemento de diseño de entidad propia. El Tourbillon bajo tres Puentes de Oro fue distinguido en la Exposición universal de París de 1889 con una medalla de oro. En 1980, Girard-Perregaux decidió realizar 20 piezas conforme al original de 1889. En 1991, la Manufactura realiza una versión miniaturizada con las dimensiones de un reloj de pulsera. Después, el Tourbillon bajo tres Puentes es propuesto en diferentes versiones.

### Principales modelos
Además de la colección de alta relojería, las colecciones de Girard-Perregaux más conocidas son: Vintage 1945 (con una caja rectangular y un diseño inspirado en un reloj de estilo art déco que data de 1945), ww.tc (para world-wide time-control, esta colección presenta los 24 husos horarios en la esfera), Girard-Perregaux 1966, Laureato Evo3, Cat’s Eye (una línea femenina).

## El Museo Girard-Perregaux
Desde 1999, Villa Marguerite, un caserón de La Chaux-de-Fonds de comienzos del siglo XX, alberga el Museo Girard-Perregaux. En ella se encuentra una selección de relojes antiguos y de documentos que ilustran la historia de la Marca.